# Susedalens församling
Susedalens församling är en församling i Varbergs och Falkenbergs kontrakt i Göteborgs stift. Församlingen ingår i Falkenbergs pastorat och ligger i Falkenbergs kommun i Hallands län.

## Administrativ historik
Församlingen bildades 2010 genom sammanslagning av Abilds församling, Asige församling, Eftra församling, Slöinge församling och Årstads församling och bildade samtidigt ett eget pastorat. Församlingen ingår sedan 2017 i Falkenbergs pastorat.

## Kyrkor
- Abilds kyrka
- Asige kyrka
- Eftra kyrka
- Slöinge kyrka.
- Årstad kyrka